# Jan Willem van de Mortel (1751-1840)
Jan Willem van de Mortel (Vreekwijk (Deurne), 5 april 1751 - Deurne, 14 december 1840) was een Nederlandse schout en linnenfabrikant.

## Levensloop
Hij werd geboren als zoon van de Deurnese molenaar Antoni van Mortel (1714-1763) en Johanna Maria Smits (1719-1789) in een van de twee molens waar zijn vader verantwoordelijk voor was als molenaar. Jan Willem ging in de leer voor het weven en linnen maken. In 1772 startte Van de Mortel een weverij die zich specialiseerde in de damasttechniek bij het maken van linnengoed, met name tafelgoed zoals servetten.
In 1790 trouwde hij met Helena van Lieshout, de twee kregen samen vier kinderen. In 1784 werd hij herbergier van De Roode Leeuw, een bekende plek van patriottisme. Jan Willem was net als enkele andere familieleden patriot.
Op 18 april 1795 werd hij president-schepen, per 10 oktober kreeg hij de functie drossaard, feitelijk schout, een andere duiding voor deze functie. In 1813 nam hij ontslag als schout en was ook de laatste schout van de heerlijkheid Deurne. Van zijn vier kinderen nam zijn zoon Jan Willem nam de damast- en pellenfabriek over en deze zou later ook het burgemeestersambt van Deurne bekleden. 